# 张诚德
张诚德（1883年11月4日—1939年7月），号善卿，清直隶省口北道独石口（现河北省赤城县）人。1935年4月被授予少将军衔，1937年任国民革命军陆军骑兵第2军3师师长。1937年8月与日军作战死于张家口市，一说被八路军第120师三五九旅在1939年7月镇压于山西省浑源县石嘴村。

## 生平
1926年，被察哈尔都统、东北军第九军军长高维岳收编，被任命为骑兵师师长。1930年中原大战结束后，张学良在北平派遣王英速回绥远扩充军队，让王到张家口后,找察哈尔省主席刘翼飞帮助其回绥远。王英到张家口后，刘让察北保安司令张诚德(外号“野猫张”，民间武装被收编)派兵掩护其回绥。张只派一个排由张北县送至商都，因兵力单薄，再未前进。
1932年张诚德任东北军系统的国民革命军陆军骑兵第1师师长。1935年4月被授予少将军衔。1935年8月部队缩编后任东北军骑兵军骑兵第3师副师长。
1937年抗战爆发后，张诚德离职前往华北组织抗日武装。《边疆》半月刊当时报道：“平地泉讯：前东北骑兵师长张诚德、诨名野猫张，顷受察绥蒙边境义民拥戴，组成义军……”，张诚德任“察南游击司令”。当时骑兵第二军下属的骑兵第3师时任师长徐梁。另一说法是：张诚德1937年任国民革命军陆军骑兵第2军3师师长。1937年8月初，平津失陷后，日军继续往张家口进犯，意图夺取山西大同。张诚德奉命率部抵抗，在日军机械化部队优势火力攻击下陷入苦战，僵持数日后，所部官兵损失殆尽。张诚德在指挥战斗中牺牲。2014年9月1日，张诚德被列入中华人民共和国民政部公布的第一批300名著名抗日英烈和英雄群体名录。